# Star Trek VI: Neobjevená země
Star Trek VI: Neobjevená země (v anglickém originále Star Trek VI: The Undiscovered Country) je americký sci-fi film studia Paramount Pictures, v pořadí šestý na motivy Star Treku. Režíroval jej Nicholas Meyer, který natočil také druhý startrekovský snímek s podtitulem Khanův hněv. Neobjevená země byla uvedena do kin v roce 1991 a celosvětově vydělala 97 milionů dolarů. Příběh pojednává o rozsáhlé krizi v Klingonské říši, které hrozí po explozi důležitého měsíce totální kolaps. Jako pomoc je vyslána hvězdná loď Enterprise-A pod velením kapitána Jamese Kirka, který má pomáhat při vyjednávání ukončení nepřátelského stavu mezi Federací a Klingony. Ten je ale společně s doktorem McCoyem obviněn z vraždy klingonského kancléře a uvězněn v trestanecké pracovní kolonii. První důstojník Spock se je s celou Enterprise vydá zachránit a zároveň objeví rozsáhlé spiknutí. Neobjevná země, která získala cenu Saturn pro nejlepší celovečerní sci-fi snímek roku 1991, je posledním filmem původní posádky kapitána Kirka, jež ve Star Treku působila od roku 1966.

## Příběh
Děj filmu se odehrává v roce 2293, jeho začátek je určen hvězdným datem 9521.6. Příběh začíná mohutnou explozí klingonského měsíce Praxis, jehož rázovou vlnou je zasažena loď USS Excelsior pod velením kapitána Hikaru Sulu, jejíž posádka zjistí, že velká část měsíce byla zničena. Ztráta jednoho z klíčových zařízení na výrobu energie i ztráta ozonové vrstvy na domovské planetě Qo'noS uvrhne Klingonskou říši do zmatku. Protože si již Klingoni nemohou dovolit udržovat celé impérium ve válečném stavu, požádají o mírová jednání se svým dlouholetým nepřítelem, Spojenou federací planet. Hvězdná flotila upřednostní vyjednávání před vojenským řešením a proto pošle USS Enterprise-A na setkání s kancléřem Gorkonem, kterého má doprovodit na jednání na Zemi. Kapitán Enterprise, James T. Kirk, jehož syn David byl Klingony zabit o několik let dříve, se staví proti mírovému řešení, přesto však své rozkazy splní.
Enterprise se setká s Gorkonovým bitevním křižníkem IKS Qo'noS Wa'  (IKS Kronos One) a společně zamíří k Zemi, zatímco je kancléř společně se svými důstojníky pozván na večeři na loď Federace. Později v noci ale Enterprise vypálí dvě fotonová torpéda na klingonské plavidlo, kde vyřadí z provozu umělou gravitaci. Na Qo'noS Wa'  se transportují dvě postavy v oblecích Hvězdné flotily a gravitačních botách, najdou Gorkona a pokusí se jej zabít. Aby zabránil útoku Klingonů, kapitán Kirk se s Enterprise vzdá a společně s doktorem McCoyem se přesune na klingonskou loď, kde se marně snaží zachránit kancléřův život. Po Gorkonově smrti oba důstojníky Flotily zatkne náčelník štábu generál Chang a obviní je z vraždy kancléře. Při následujícím klingonském soudu jsou oba shledáni vinnými a jsou odsouzeni k doživotnímu vězení v dilithiových dolech na ledovém asteroidu Rura Penthe. Novou kancléřkou Klingonské vysoké rady se stane Gorkonova dcera Azetbur, která chce pokračovat v jednáních s Federací, ovšem pro zajištění bezpečnosti na utajeném místě. Několik vysokých důstojníků Flotily chce Kirka a McCoye osvobodit, prezident Federace ale toto řešení odmítne pro vysoké riziko zahájení války. Rovněž Azetbur odmítne všechny návrhy svých důstojníků na invazi do prostoru Spojené federace planet s tím, že pouze Kirk a McCoy zaplatí za smrt jejího otce.
Kirk se s McCoyem po příjezdu na Rura Penthe spřátelí s měňavcem jménem Martia, která jim nabídne možnost k útěku. Ve skutečnosti se ale jedná pouze o lest, jak naaranžovat jejich smrt jako nehodu. Když je Martiina zrada důstojníky odhalena, vezme si podobu Jamese Kirka, se kterým začne zápasit. Nakonec ji však zabije jeden ze strážných, aby jako svědek nemohla promluvit. Těsně předtím, než Kirka a McCoye zabije náčelník věznice, chce jim říct, kdo za spiknutím stojí, ovšem oba jsou transportováni na Enterprise, která je přiletěla zachránit. Po zajmutí kapitána Kirka převzal velení nad lodí kapitán Spock, který zároveň vede vlastní vyšetřování útoku na Gorkonovu loď a jeho vraždy. Zjistí, že Enterprise nemohla ona torpéda vypálit a že oba vrazi musí být někde na palubě. Při prohledání celé lodi jsou oba nalezeni mrtví, ale Kirk se Spockem vytvoří lest, při které rozhlásí, že vrazi stále žijí a leží na ošetřovně. Když tam jejich komplic přijde dokončit svůj čin, zjistí důstojníci, že se jedná o Spockovu chráněnku Valeris. Aby zjistili další osoby, které stojí za spiknutí, použije Spock s Valeris splynutí myslí, při kterém zjistí, že se jedná o skupinu klingonských, romulanských i federálních důstojníků, kteří chtějí sabotovat mírová jednání. Jedním z nich je i generál Chang, který velí prototypu Dravce, jenž dokáže střílet i zamaskovaný a který se při útoku na Gorkonovu loď nacházel těsně pod Enterprise.
Posádka kontaktuje kapitána Sulu, který jim sdělí, že mírová konference se koná v Camp Khitomer. Obě lodě tam maximální rychlostí také zamíří. Poblíž planety ale Enterprise zadrží Changův Dravec. Kirkova loď není schopná odhalit jeho polohu a Chang ji několikrát zasáhne a poškodí, stejně jako o chvíli později přiletivší Excelsior. Spock s McCoyem upraví jedno fotonové torpédo, aby bylo naváděno na výfukové plynné emise Dravce. Jeho explozí obě lodě detekují klingonské plavidlo a palbou jej zcela zničí. Kirkovi i Suluovi důstojníci se poté transportují na místo konference na povrchu Khitomeru a zachrání život prezidenta Federace, na kterého byl přichystán atentát. Azetbur řekne Kirkovi, že znovu obnovil víru jejího otce. Po záchraně mírových rozhovorů dostane Enterprise rozkaz vrátit se na zemi, kde bude vyřazena a její posádka odejde do výslužby. Důstojníci se však rozhodnou, že času na návrat mají dost a Enterprise nasměrují do vesmíru.

## Obsazení
| William Shatner     | kapitán James T. Kirk, velící důstojník               |
| Leonard Nimoy       | kapitán Spock, vědecký a první důstojník              |
| DeForest Kelley     | komandér Leonard McCoy, šéflékař                      |
| James Doohan        | kapitán Montgomery Scott, šéfinženýr                  |
| Walter Koenig       | komandér Pavel Čechov, navigátor a taktický důstojník |
| Nichelle Nicholsová | komandér Nyota Uhura, komunikační důstojník           |
| George Takei        | kapitán Hikaru Sulu, velící důstojník USS Excelsior   |
| Mark Lenard         | velvyslanec Sarek, otec Spocka                        |
| David Warner        | Gorkon, kancléř Klingonské vysoké rady                |
| Kim Cattrallová     | poručík Valeris, kormidelník                          |
| Rosanna DeSotová    | Azetbur, dcera Gorkona                                |
| Christopher Plummer | generál Chang, náčelník štábu                         |
| Kurtwood Smith      | prezident Spojené federace planet                     |
| Brock Peters        | admirál Flotily Cartwright                            |
| Paul Rossilli       | brigadýr Kerla                                        |
| John Schuck         | klingonský velvyslanec                                |
| Iman                | Martia, chameloid                                     |
| Leon Russom         | admirál Flotily Bill, vrchní velitel Hvězdné flotily  |
| Michael Dorn        | plukovník Worf, klingonský obhájce                    |

Kromě výše zmíněných se ve filmu objevili v menších rolích také další dva herci, kteří částečně spjali svoji kariéru se Star Trekem. Postavu podporučíka Janice Randové, komunikačního důstojníka na USS Excelsior, zahrála Grace Lee Whitneyová, která tuto postavu v různých funkcích ztvárnila v původním seriálu i v několika předchozích filmech. Cameo roli plukovníka Westa nabídl režisér Meyer svému příteli Renému Auberjonoisovi, který v letech 1993 až 1999 hrál konstábla Oda, jednu z hlavních postav v seriálu Star Trek: Stanice Deep Space Nine. Jeho krátká scéna byla v původní verzi filmu pro kina vystřižena, zpět vrácena byla pro vydání na VHS a DVD.

## Produkce
Protože Nejzazší hranice, předchozí film na motivy Star Treku, byl kritickým i komerčním neúspěchem, obával se štáb i herci o budoucnost projektu. S blížícím se 25. výročím od vysílání prvních epizod původního seriálu, které spadalo na rok 1991, znovu navrhl producent Harve Bennett ideu Ralpha Wintera na prequel, kterou vypracoval již pro čtvrtý snímek a která měla obsahovat mladého Kirka a Spocka na Akademii Hvězdné flotily. Bennett společně se scenáristou Nejzazší hranice tento nápad rozpracoval do scénáře s názvem The Academy Years, ve kterém doktor McCoy vypráví, jak se na Akademii seznámil s Kirkem a Spockem. S nimi a Montgomerym Scottem se měl postavit protivníkovi. Podle tohoto skriptu měl být pilot George Kirk, otec Jamese Kirka, pohřešován (pravděpodobně měl zemřít) po experimentu s warp pohonem, který prováděl Scott. Rovněž Spojená federace planet neměla být tak růžovým místem, jak bylo ve filmech a seriálech do té doby líčeno. Mělo být běžné otroctví a rasismus, Spock měl být šikanován, protože měl být jediným vulkánským kadetem na Akademii.
Podle herce Jamese Doohana vyhodil šéf Paramountu Frank Mancuso, Sr. producenta Bennetta kvůli negativním reakcím hlavních herců, Genea Roddenberryho (tvůrce Star Treku) i fanoušků na Nejzazší hranici. Naopak Bennett tvrdí, že odešel sám poté, co přepsal scénář nového snímku tak, aby v něm účinkovali William Shatner a Leonard Nimoy a Paramount na něj pořád tlačil. S dalším návrhem přišel herec Walter Koenig, podle něhož se měli Romulané spojit s Federací do války proti Klingonům a ve kterém by na konci zemřely všechny hlavní postavy kromě McCoye a Spocka. Mancuso také oslovil Nimoye, který vypracoval společně s Markem Rosenthalem a Lawrencem Konnerem vypracoval návrh na setkání Kirka s Jean-Lucem Picardem. Toto téma si ale producenti Nové generace chtěli nechat na závěr svého seriálu. Dalším osloveným byl Nicholas Meyer, který ale žádný nápad neměl. Přesto se setkal s Nimoyem a z tohoto setkání vznikla kostra příběhu Neobjevené země. Základním prvkem měla být vesmírná obdoba pádu Berlínské zdi v důsledku ekologické katastrofy nesmírného rozsahu (inspirace havárií v Černobylu). Téma tedy bylo ovlivněno tehdejší politickou situací, pádem komunismu a rozpadem východního bloku, postava kancléře Gorkona byla inspirována Michailem Gorbačovem. Jeho vražda měla být pokračující „tradicí“ různých mírotvůrců v pozemské historii (Anvar as-Sádát, Mahátma Gándhí, Abraham Lincoln).
Nicholas Meyer, který se nakonec ujal i režie, napsal scénář filmu, který měl být posledním pro původní Kirkovu posádku, společně se svým přítelem Dennym Martinem Flinnem pomocí e-mailu, neboť Meyer žil v Evropě, zatímco Flinn v Los Angeles. Původní Flinnovy návrhy na úvodní scény snímku, které by ukazovaly Kirkovy důstojníky i jako běžné lidské bytosti, byly vypuštěny z důvodu omezeného rozpočtu. Z důvodu jejich natáčení v exotických lokací by se náklady na film vyšplhaly na 50 milionů dolarů. Scénář byl hotový v říjnu 1990, během jeho psaní musel Meyer doslova válčit s Paramountem o každý dolar, neboť studio nechtělo po neúspěchu předchozího startrekovského snímku riskovat. Původní plánovaný rozpočet kolem 41 milionů dolarů tak musel být snížen na 30 milionů dolarů, což bylo o něco více, než byl rozpočet Nejzazší hranice. Geneovi Roddenberrymu, se ale Meyerův militantnější styl příliš nelíbil. Probíhaly bouřlivé diskuse (mj. i o postavě Valeris, která měla být původně Saavik z druhého, třetího a čtvrtého filmu), ale producenti řadu Roddenberryho návrhů ignorovali.
Z důvodu omezeného rozpočtu musely být pro interiéry Enterprise-A použity dekorace ze seriálu Star Trek: Nová generace. Kvůli jeho současné produkci ale nemohly být na nich prováděny větší úpravy. Například Spockovu kajutu tvoří stejný set jako Kirkovu pouze s rozdílem vloženého centrálního sloupu. Tyto kulisy byly získány z Datovy kajuty na Enterprise-D, původně však byly vyrobeny pro Star Trek: Film z roku 1979 jako Kirkova kajuta. Pro lodní kuchyni byly použity upravené dekorace kanceláře Deanny Troi. Také kostýmy mimozemšťanů na Rura Penthe pochází z Nové generace, konkrétně z pilotní dvojepizody „Střetnutí na Farpointu“. Můstek Excelsioru vznikl úpravou můstku Enterprise-A s přidanými konzolami z bojového můstku Enterprise-D z Nové generace tak, aby loď vypadala modernější než Enterprise-A. Rovněž pro plavidla byly po úpravách a opravách použity modely vyrobené v předchozích letech pro první startrekovské filmy. Z prvního snímku z roku 1979 byl použit model klingonského křižníku, který v Neobjevené zemi posloužil jako klingonská vlajková loď. Také model Enterprise posloužil tentýž, který byl použit v předchozích pěti filmech. První větší změny v designu od prvního filmu z roku 1979 se dočkalo klingonské oblečení. Pro všechny Klingony nebyly využity původní uniformy od Roberta Fletchera, naopak Dodie Shepard navrhl nové červené a černé uniformy pro kancléře Gorkona a jeho štáb.

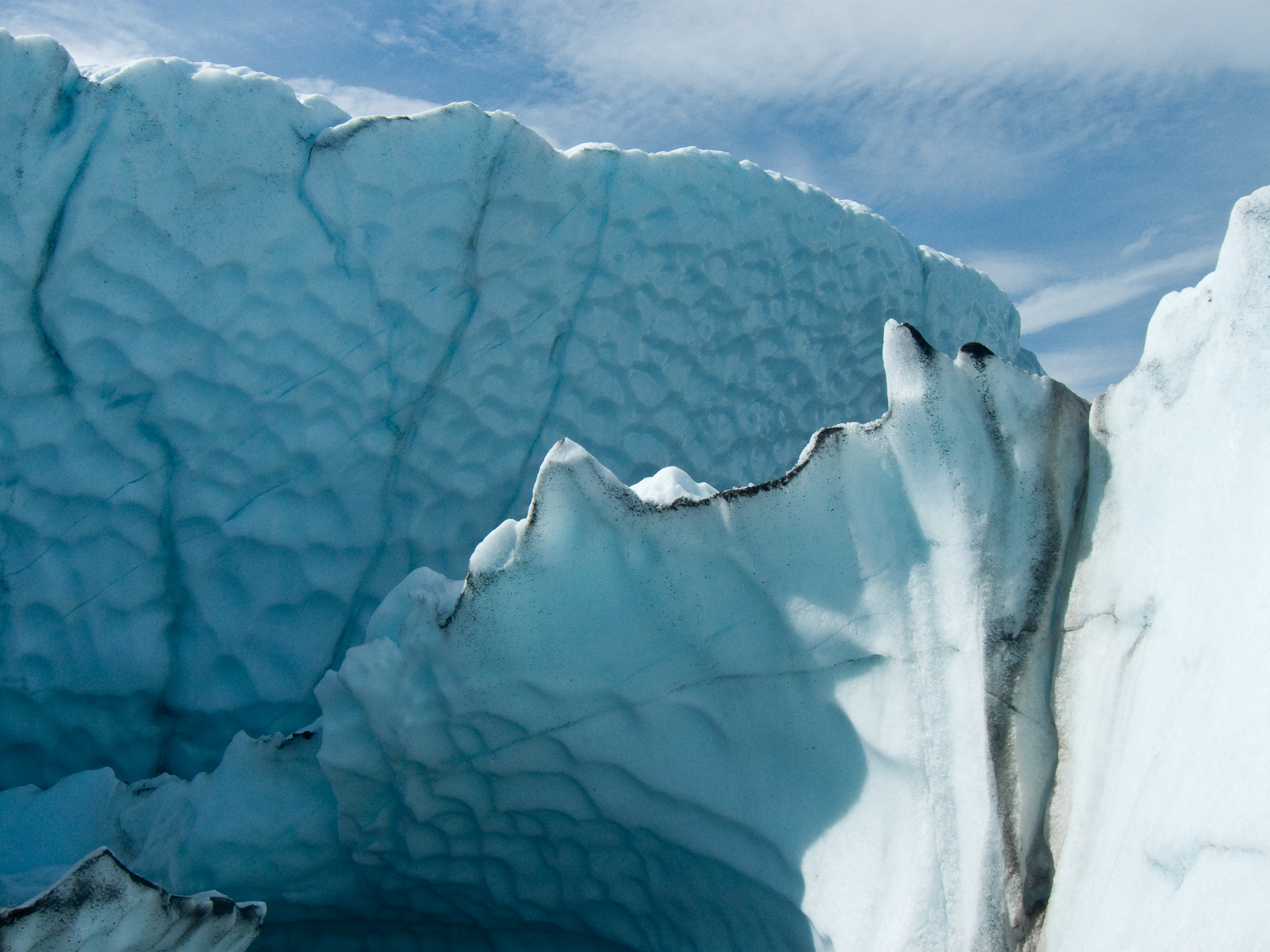
Ledovce východně od Anchorage, jako tento, byly využity pro záběry útěku Kirka a McCoye z dolů na Rura Penthe

Natáčení snímku probíhalo od 16. dubna do 27. září 1991 a kombinovalo záběry ze studia a externích lokací. Výroba trpěla nedostatkem prostor pro natáčení, například velitelství Hvězdné flotily muselo být vytvořeno v hollywoodském presbyteriánském kostele nedaleko studií Paramountu. Scéna s večeří byla natočena v dekoracích observatoře Enterprise-D, na jejíž zeď byly pověšeny portréty Abrahama Lincolna, Spockova otce Sareka a neznámého andorianského velvyslance. Jídlo bylo pro vytvoření mimozemského vzhledu nabarveno na modro, kvůli čemuž ho nikdo nechtěl jíst. Nicholas Meyer proto nabídl 20 dolarů za každý záběr pro každého herce, který bude jíst, Shatnerovi ale stačilo, že mu byla jako jedinému z herců určena pro konzumaci fialově nabarvená chobotnice. Klingonská soudní síň byla vytvořena formou arény, soudu přihlíželo 66 různých Klingonů, kteří byli pomocí efektů „rozmnoženi“. Pro záběry z výšky byl vytvořen model síně o délce 3 metry s miniaturami Klingonů poháněných motorkem na baterii. Pro záběry Martii, Kirka a McCoye putujících přes mrazivou pustinu byla vyslána část štábu na Aljašku, kde na ledovci, 40 minut východně od Anchorage, s kaskadéry ve vlněných kostýmech tuto scénu natočila. Teplota se při tom pohybovala v rozmezí -30 °C až -45 °C, navíc lokace byla přístupná pouze vrtulníkem. Příchod hlavních hrdinů na Rura Penthe byl natočen ve studiu za pomocí umělého plastického sněhu a falešné vánice, naopak záběry podzemního vězení vznikly v Griffithově parku (v Los Angeles) v jeskyních, které zbyly po dolování. Jako poslední byla natočena finální scéna celého filmu. Původně měla být řeč více temná a klasická, Meyer ale vše na doporučení Flinna změnil a doporučil Shatnerovi větu z Petera Pana: „Second star to the right, and straight on 'till morning.“ (V českém dabingu „Druhá hvězda vpravo a pořád rovně.“)
Většina vizuálních efektů byla vytvořena společností Industrial Light & Magic, která se kromě pátého snímku podílela na všech do té doby natočených startrekovských filmech. Kvůli ušetření finančních prostředků byly některé záběry převzaty z předchozích snímků. Naopak byla ve větším měřítku využita počítačová technologie, která je zodpovědná za tři větší scény. Pro explozi měsíce Praxis byly vytvořeny dvě rázové vlny hořícího plazmatu ve tvaru disku. Tento efekt, známý jako „Praxis effect“, se stal známým využívaným prvkem ve sci-fi filmech při explozích větších objektů. Druhou scénou byla fialová krev unikající z Klingonů v beztížném stavu. Původně měla mít podle režiséra Meyera červenou barvu, kvůli čemuž by ale MPAA ohodnotila film písmenem R. Ačkoliv Martia nebyla prvním měňavcem ve Star Treku, byla v Neobjevené zemi provedena první počítačová proměna přímo na obrazovce.
Nicholas Meyer měl původně v plánu využít pro film orchestrální suitu Gustava Holsta Planety, což by ale bylo příliš drahé. Proto začal poslouchat demo pásky skladatelů, až jej zaujal 26letý Cliff Eidelman, který do té doby vytvářel hudbu např. pro balety nebo televizi. Meyer považoval úvodní téma předchozích filmů za natolik dobré, že s ním nechtěl soutěžit v bombastičnosti. Snímek měl ale být mnohem temnější, než dosavadní trekovské filmy, a měla tomu odpovídat i hudba. Proto Eidelmanovi navrhl pro úvodní titulky Ptáka Ohniváka od Igora Stravinského.

## Vydání a ohlasy
Star Trek VI: Neobjevená země byla do amerických kin uvedena 6. prosince 1991. U této příležitosti i u příležitosti 25. výročí původního Star Treku zorganizoval Paramount 12hodinový promítací maraton předchozích pěti filmů ve 44 městech Spojených států, který obsahoval i záběry z Neobjevené země. Den před premiérou nového snímku se hlavní herci (tedy jádro posádky Star Treku) podepsalo u svých hvězd na Hollywoodském chodníku slávy, přičemž Nichelle Nicholsová se stala vůbec první Afroameričankou, jíž se dostalo této pocty. Pro zvýšení zájmu o film se Leonard Nimoy také objevil v dvojepizodě „Sjednocení“ seriálu Star Trek: Nová generace, která byla premiérově vysílána v listopadu 1991. Byl vydán též přepis filmu pod názvem Neobjevená země, který napsala J. M. Dillard (v Česku poprvé v roce 2000).
Gene Roddenberry, tvůrce Star Treku, se již vydání filmu nedožil, neboť zemřel 24. října 1991. Viděl však jeho téměř finální verzi a podle producentů i biografie DeForesta Kelleyho konečnou verzi také schválil. Oproti tomu vzpomínky Williama Shatnera a Leonarda Nimoye hovoří o tom, že po promítání zavolal svým právníkům a požadoval po nich, aby nechali čtvrtinu záběrů vystřihnout, což producenti odmítli a Roddenberry do 48 hodin zemřel na selhání srdce. V úvodních titulcích snímku se nachází věnování filmu Geneovi Roddenberrymu, při kterém publikum na prvních projekcích hlasitě aplaudovalo. Ačkoliv před zahájením výroby se podle producentů mělo jednat o poslední startrekovský film, brzy po jeho uvedení bylo jasné, že tento snímek ztrátový nebude a že studio dá finanční prostředky i na sedmý film. V názoru na něj ale byli herci rozděleni: Shatner, Nimoy a Kelley tvrdili, že tento je jejich poslední, naopak ostatní požadovali další snímek. Konečná dohoda na sedmý film s podtitulem Generace vyzněla pro posádku z Nové generace, zároveň ale tvoří jakýsi přechod od původní posádky.
Během úvodního víkendu vydělala Neobjevená země v USA 18,2 milionů dolarů, čímž překonala všechny dosavadní filmy této série. Celkové tržby činily v USA 74,9 milionů dolarů, celosvětově film vydělal celkem 96,9 milionů dolarů, tedy o třetinu víc než předchozí snímek.
Reakce kritiky byly příznivější než reakce na Nejzazší hranici, chválily například směs humoru a dobrodružství. Dialogy a vtipkování byly považovány za pozitivní a definující prvky filmu; podle Janet Maslinové z The New York Times je „Star Trek VI rozhodně barvitější, ale dokonce mnoho této barvy vychází z konverzace, což někdy může vyvolat pobavené pohledy“. Kritik Hal Hinson v The Washington Post poznamenal, že Meyer „je schopný vyslat do světa svůj materiál, aniž by jej ponížil nebo přerušil naši víru v jeho příběh“. Susan Wloszczyná z USA Today napsala, že s Meyerovou režií „dopadlo v této poslední misi všechno téměř bez chyby“. Reakce na výkony herců byly spíše protikladné, alegorie na studenou válku byla hodnocena méně pozitivně.
Snímek Star Trek VI: Neobjevená země byl v roce 1992 nominován na Oscara v kategoriích Nejlepší střih zvuku a Nejlepší masky, žádného však nezískal. Téhož roku byl oceněn cenou Saturn jako Nejlepší science fiction film a stal se tak jediným startrekovských snímkem, který nějakou kladnou cenu za celý film získal.
Na VHS a laserdiscu byl film doplněný o několik minut, jež nebyly ve verzi pro kina, vydán v červnu 1992. V této rozšířené verzi vyšla Neobjevená země také poprvé v roce 1999 na DVD. Ve speciální edici s režisérským sestřihem byl na dvou DVD vydán v roce 2004. Disky obsahovaly další bonusy včetně audio komentářů Meyera a Flinna a pocty DeForestu Kelleymu, jenž zemřel v roce 1999. Na blu-rayi vyšla Neobjevená země poprvé v roce 2009 v remasterované původní verzi pro kina, která byla doplněna o nové audio komentáře scenáristů Star Treku Larryho Nemeceka a Iry Stevena Behra.
V Česku byl film poprvé uveden na televizních obrazovkách 8. září 2010 na stanici HBO.